# ペタル・ヴァシリエヴィッチ
ペタル・ヴァシリェヴィッチ（Petar Vasiljević、1970年11月3日 - ）は、セルビア・ベオグラード出身の元サッカー選手、サッカー指導者。ポジションはDF。

## 経歴
ベオグラードで生まれ、FKパルチザンでプロデビューした。パルチザンで数シーズンプレーした後、スペインに移り、CAオサスナやアルバセテ・バロンピエでキャリアを過ごしたがいずれのクラブでも大きな成功はできなかった。スペインを出た後はドイツのロート・ヴァイス・アーレン、母国セルビアのFKオビリッチでプレーして現役を引退した。
2017年1月5日、現役時代の古巣CAオサスナの監督に就任した。成績不振で解任されたホアキン・カパロスの後任として就任したが、就任後23試合で3勝しかできず、セグンダ・ディビシオンへと降格してしまった。